# Morimura Kota
Kota Morimura (森村 昂太 Morimura Kōta, sinh ngày 14 tháng 8 năm 1988 ở Kodaira, Tokyo) là một cầu thủ bóng đá người Nhật Bản hiện tại thi đấu cho FC Machida Zelvia.

## Thống kê sự nghiệp
Cập nhật đến ngày 23 tháng 2 năm 2018.
| Thành tích câu lạc bộ | Thành tích câu lạc bộ | Thành tích câu lạc bộ | Giải vô địch | Giải vô địch | Cúp                   | Cúp                   | Cúp Liên đoàn | Cúp Liên đoàn | Tổng cộng | Tổng cộng |
| Mùa giải              | Câu lạc bộ            | Giải vô địch          | Số trận      | Bàn thắng    | Số trận               | Bàn thắng             | Số trận       | Bàn thắng     | Số trận   | Bàn thắng |
| Nhật Bản              | Nhật Bản              | Nhật Bản              | Giải vô địch | Giải vô địch | Cúp Hoàng đế Nhật Bản | Cúp Hoàng đế Nhật Bản | Cúp Liên đoàn | Cúp Liên đoàn | Tổng cộng | Tổng cộng |
| --------------------- | --------------------- | --------------------- | ------------ | ------------ | --------------------- | --------------------- | ------------- | ------------- | --------- | --------- |
| 2007                  | FC Tokyo              | J1 League             | 1            | 0            | 0                     | 0                     | 0             | 0             | 1         | 0         |
| 2008                  | FC Tokyo              | J1 League             | 2            | 0            | 0                     | 0                     | 0             | 0             | 2         | 0         |
| 2009                  | Mito HollyHock        | J2 League             | 46           | 5            | 1                     | 0                     | -             | -             | 47        | 5         |
| 2010                  | Mito HollyHock        | J2 League             | 22           | 1            | 2                     | 0                     | -             | -             | 24        | 1         |
| 2011                  | Giravanz Kitakyushu   | J2 League             | 33           | 3            | 2                     | 0                     | -             | -             | 35        | 3         |
| 2012                  | Giravanz Kitakyushu   | J2 League             | 19           | 0            | 1                     | 0                     | -             | -             | 20        | 0         |
| 2013                  | Giravanz Kitakyushu   | J2 League             | 32           | 4            | 1                     | 1                     | -             | -             | 33        | 5         |
| 2014                  | Avispa Fukuoka        | J2 League             | 31           | 1            | 1                     | 0                     | -             | -             | 32        | 1         |
| 2015                  | Avispa Fukuoka        | J2 League             | 1            | 0            | -                     | -                     | -             | -             | 1         | 0         |
| 2015                  | Machida Zelvia        | J3 League             | 18           | 2            | 3                     | 0                     | -             | -             | 21        | 2         |
| 2016                  | Machida Zelvia        | J2 League             | 39           | 1            | 1                     | 0                     | -             | -             | 40        | 1         |
| 2017                  | Machida Zelvia        | J2 League             | 36           | 2            | 1                     | 0                     | -             | -             | 37        | 2         |
| Tổng cộng sự nghiệp   | Tổng cộng sự nghiệp   | Tổng cộng sự nghiệp   | 280          | 19           | 13                    | 1                     | 0             | 0             | 293       | 20        |

## Thống kê sự nghiệp đội tuyển quốc gia

### Số lần ra sân trong các giải đấu lớn
| Year | Giải đấu                              | Thể loại | Số trận | Số trận | Bàn thắng | Thành tích đội bóng |
| Year | Giải đấu                              | Thể loại | Start   | Sub     | Bàn thắng | Thành tích đội bóng |
| ---- | ------------------------------------- | -------- | ------- | ------- | --------- | ------------------- |
| 2004 | Giải vô địch bóng đá U-17 châu Á 2004 | U-16     |         |         | 0         | Vòng bảng           |